# Bandolero!
Bandolero! è un film western del 1968 diretto da Andrew V. McLaglen.

## Trama

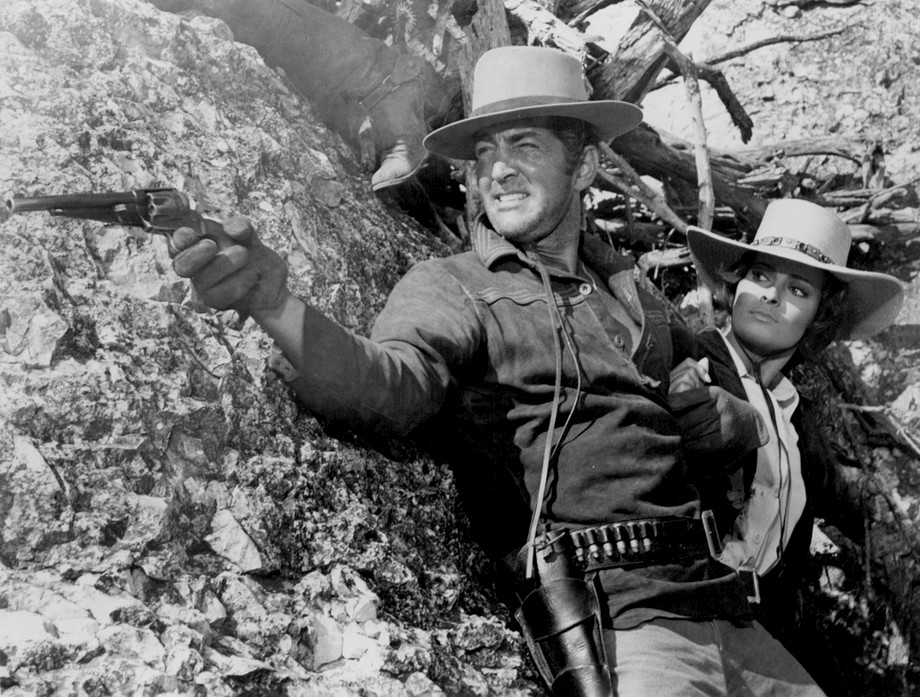
Dean Martin e Raquel Welch in una scena del film

Fingendosi un boia, Mace Bishop arriva nella città texana di Val Verde con l'intenzione di liberare suo fratello Dick dalla forca. Dick e la sua banda sono stati arrestati per una rapina in banca in cui il marito di Maria Stoner è stato ucciso dal membro della banda Babe Jenkins. Dopo aver liberato suo fratello, Mace svaligia con successo la banca da solo dopo che la banda fugge, inseguita dalla posse.
Dick prende in ostaggio Maria dopo essersi imbattuto nel suo carro. La posse, guidato dallo sceriffo locale July Johnson e dal vice Roscoe Bookbinder, insegue i fuggitivi attraverso il confine messicano in un territorio sorvegliato dai bandoleros, che Maria descrive come uomini intenzionati a uccidere qualsiasi gringo riescano a trovare. Maria avverte inoltre Dick che lo sceriffo li seguirà, perché hanno preso l'unica cosa che ha sempre desiderato: lei.

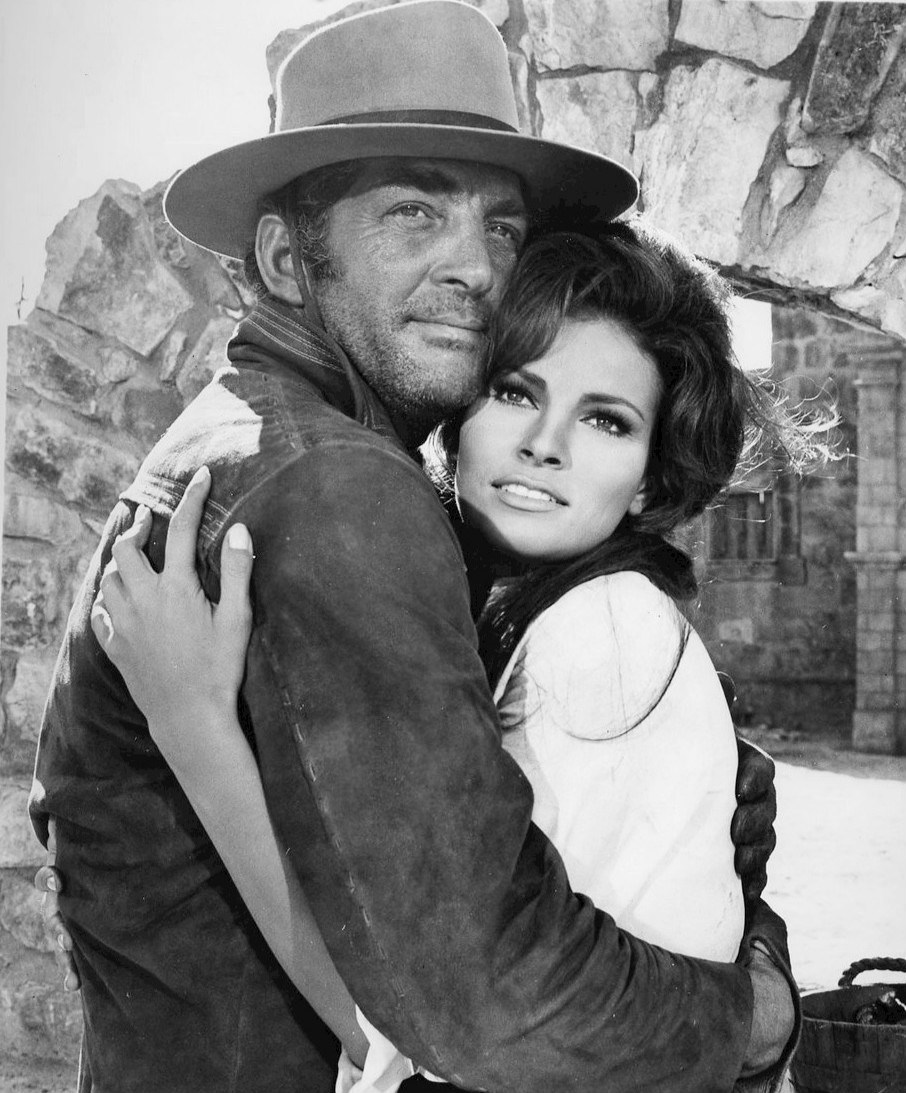
Ancora Dean Martin e Raquel Welch in una foto di scena

Nonostante le iniziali proteste, Maria si innamora di Dick e si ritrova in un dilemma. Non aveva mai provato nulla per lo sceriffo, né per suo marito, che l'aveva acquistata dalla sua famiglia. La posse rintraccia la banda in una città abbandonata e la cattura. Arrivano anche i bandoleros, sparando e uccidendo Roscoe, quindi lo sceriffo libera i fuorilegge in modo che gli uomini possano combattere in difesa.
In questa resa dei conti finale, quasi tutti vengono uccisi. Dick viene pugnalato a morte dal leader dei banditi, El Jefe, dopo averlo picchiato selvaggiamente quando tenta di violentare Maria. Quindi, Mace viene colpito da un altro. Babe e il membro della banda Robbie O'Hare muoiono dopo aver ucciso diversi bandoleros. Il membro della banda Pop Chaney viene ucciso mentre cerca di portare via i soldi rubati da Mace, e suo figlio Joe muore dopo aver tentato di salvarlo. Maria afferra la pistola di Dick e spara a morte El Jefe, mandando in ritirata i bandoleros ormai senza leader. Maria professa il suo amore per Dick e finalmente lo bacia prima che muoia. Mace restituisce i soldi allo sceriffo Johnson, quindi cade morto a causa della sua ferita. Maria e lo sceriffo, con i pochi superstiti della posse, seppelliscono i fratelli Bishop e i membri della posse morti, dopo di che Maria nota che nessuno saprà chi ci fosse lì né cosa fosse successo. Quindi, iniziano il viaggio di ritorno in Texas.